# Заславська замкова книга
Заславська замкова книга (архівна назва (пол.) : Księga spraw sądowych zamku Zasławskiego P. P. ziemian, szlachty, tudzież mieszczan i żydów, niemniej ludzi całej włości Zasławskiej i innych przychodnich X. X. Zasławskich, zaczętych i kontynuowanych w r. 1572—1575 pod namiestnikowstwem natenczas zamku Zasławskiego Wasyla Filipowicza Kopcia od J. W. Pana Hrehora Alexandrowicza Chodkiewicza, pana Wileńskiego etc. opiekuna natenczas J. O. X. X. Janusza i Michała Januszewiczów Zasławskich obranego i zasadzonego na namiestnikowstwo die 18 miesiąca iulii 1572.) — актова книга замкового суду Заславської волості за 1572–1575 роки. Унікальне джерело для вивчення історії Південно-Східної Волині й історії судівництва та судочинства зокрема.
Зберігається у фондах польського Державного архіву в Кракові (Відділ у Вавелі). За пагінацією, здійсненою у 20 столітті, нараховує 834 сторінки, з яких чотири — не заповнені. Книга містить 816 записів руською (староукраїнською) мовою. Охоплює період з липня 1572 року до травня 1575 року.
88 % внесених до книги записів становлять скарги і заяви, передсудова і судова документація, 12 % — це приватно-правові акти обігу рухомого й нерухомого майна.

### Класифікація записів у Заславській замковій книзі (за Ігорем Тесленком)
| Зміст записів | Кількість записів | %  |
| --- | ----------------- | -- |
| Неповернення боргів                                                                                              | 151               | 21 |
| Побиття і (або) поранення                                                                                        | 107               | 15 |
| Пограбування | 95                | 13 |
| Неповернення залишеного на зберігання майна, його незаконне привласнення та інші випадки порушення майнових прав | 96                | 13 |
| Побиття і (або) поранення, що супроводжувалося пограбуванням                                                     | 72                | 10 |
| Межова суперечка та заподіяні під час межових конфліктів шкоди на чужій землі                                    | 69                | 10 |
| «Зсоромочення», образа честі, розпускання чуток, які шкодять добрій славі                                        | 31                | 4  |
| Втеча або переховування слуги (підданого)                                                                        | 15                | 2  |
| Погрози («отповеді» і «похвалки»), виклик на поєдинок                                                            | 9                 | 1  |
| Порушення угоди                                                                                                  | 7                 | 1  |
| Інші справи | 69                | 10 |

Близько 75 % записів до книги стосуються справ заславських волощан, 25 % — коли позивач або позваний походить з-за меж волості, 5 % записів здійснено з метою фіксації правопорушення задля подальшого розгляду справи в суді іншої інстанції і до заславських волощан не відносяться.
Судовий процес у заславському замковому суді здійснювався за Другим Литовським статутом старостою в присутності «людей добрих» (тобто осіб без розрізнення стану, етнічного й географічного походження). На час відсутності старости його могли заміняти кілька осіб, як то війт чи намісник сусідньої волості. Як правило розгляд справи тривав не довше одного дня. В окремих випадках замковий уряд розсилав позови до обвинуваченої сторони, користуючись послугами вижів (замкових слуг).
Старосту призначав князь з-посеред своїх слуг, підстаростою (заступником) міг бути хтось з місцевих зем'ян.
У 1902 році Заславську замкову книгу впровадив до наукової літератури Броніслав Горчак.